# El voto de Luis XIII

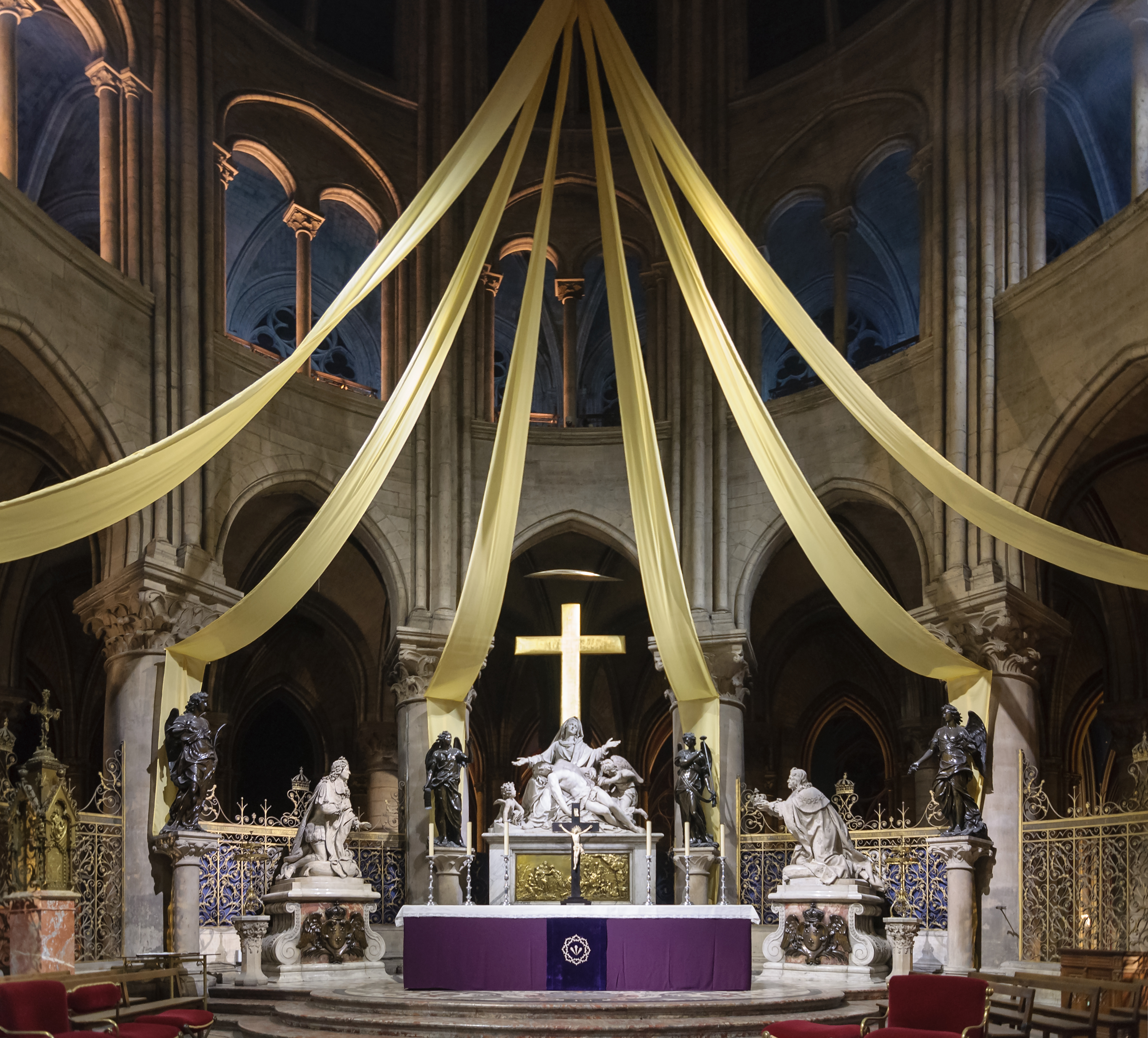
El voto de Luis XIII en el altar mayor de Notre-Dame.

El voto de Luis XIII (vœu de Louis XIII en lengua francesa) fue un voto o promesa religiosa realizada por el rey Luis XIII de Francia que se plasmó en un texto legislativo enviado al Parlamento de París y ratificado por el rey en 1638. En él se consagra a la Virgen María, para su protección, el reino de Francia, el rey y sus súbditos. Incluye un conjunto de promesas y actos devotos que serán efectuados por el rey y toda la población, esencialmente con ocasión de la fiesta de la Asunción de la Virgen (15 de agosto).
La tradición asocia este voto regio a la esterilidad del matrimonio de Luis XIII y Ana de Austria, que venía durando veinte años (en los que la reina tuvo varios abortos espontáneos) y terminó con el nacimiento de Luis XIV el 5 de septiembre de 1638, unos meses después de su emisión.

## El altar mayor de Notre Dame
Para su conmemoración, a comienzos del siglo XVIII se realizó una gran intervención artística en el altar mayor de la catedral de Notre Dame de París (dirigida por Nicolas Coustou) que incluye, entre otras piezas, las figuras escultóricas de ambos reyes arrodillados (la de Luis XIII por Guillaume Coustou, la de Luis XIV por Antoine Coysevox) flanqueando una imagen de la Piedad (de Nicolas Coustou, cuya instalación en 1723 dio por terminada la obra).
El conjunto, de una gran calidad de ejecución, se procuró preservar por las autoridades revolucionarias durante la Revolución francesa. A pesar de ello, se destruyeron partes, como los relieves de los ángeles de las enjutas y dos estatuas de ángeles en bronce. Durante la Restauración Robert de Cotte recuperó el conjunto; y a mediados del siglo XIX fue profundamente remodelado por Eugène Viollet-le-Duc, en su deseo por resucitar el espíritu medieval de la catedral. Las estatuas de la Piedad y las de ambos reyes se mantuvieron en su lugar.
Aunque la catedral fue parcialmente destruida en el incendio de 2019, las esculturas del altar no sufrieron daños.
La disposición del coro se completó con altorrelieves en roble encerado a la capuchina (chêne ciré "à la capucine") con escenas de la vida de la Virgen y que podían acoger a ciento cuarenta clérigos. Fueron tallados por Jules Dugoullon, escultor del rey. Las tallas estaban bajo ocho grandes pinturas también con temas marianos, seis de las cuales fueron donados por el canónigo Antoine de la Porte. El coro se pavimentó con mármoles verde Campan y rojo del Languedoc, completado por losas de mármol blanco y negro en damero que llevan al pie de los altares los emblemas de Luis XIV y los grandes escudos de Francia realizados en marquetería de mármoles polícromos.
Charles de La Fosse (1630-1716) realizó:
- L'Adoration des Bergers (también llamado La Nativité),[4] 1715 (musée du Louvre);
- L'adoration des Mages,[5] 1715 (Louvre, Paris);

Louis de Boullogne (1654-1733) pintó:
- Le Repos pendant la fuite en Egypte,[6] 1715 (musée des Beaux-Arts d'Arras);
- La présentation au Temple,[7] 1715 (Louvre, Paris);

Jean Jouvenet (1644-1717) ejecutó:
- La Visitation de la Vierge (Le Magnificat)[8]·,[9] 1716 (Notre-Dame, Paris);

Antoine Coypel (1661-1722) realizó:
- Jésus parmi les docteurs,[10] 1717 (Chapelle des Pénitents blancs de Villeneuve-sur-Lot);
- L'Assomption de la Vierge, 1717 (obra perdida, se conservan dibujos preparatorios en el Louvre);[11]

Claude Guy Hallé (1652-1736), produjo:
- L'Annonciation,[12] 1717 (Louvre, Paris).

|  |  |  |  |
|  |  |  |  |

El jubé fue demolido y de la sillería del coro de Charpentier y Dugoulon se desmontaron los ocho cuadros, de los que solo queda uno actualmente en Notre-Dame. Con ocasión de unos trabajos se descubrió actualmente, en los cimientos del altar, las cuatro piedras del Pilar de los Nautas.

## Iconografía
El voto de Luis XIII fue representado en varias obras pictóricas:
- Simon Vouet, Le Vœu de Louis XIII, 1633 (?), ayuntamiento de Neuilly-Saint-Front (Aisne).
- Claude Vignon, « En Jésus et Marie notre amour est uni» o Déploration sur le Christ mort avec Louis XIII et Anne d’Autriche, 1634, Amiens, musée de Picardie.
- Gilles Rousselet, Le Vœu de Louis XIII, sobre el original de Claude Vignon, vers 1638.
- Philippe de Champaigne, Le Vœu de Louis XIII (1638), óleo sobre lienzo (musée des beaux-arts de Caen).[V 1]
- Abraham Bosse, Les Vœux du Roi et de la Reine, 1638.
- Anónimo, Le Vœu de Louis XIII, siglo XVII, iglesia de la Asunción de Antigny-la-Ville (Côte-d'Or).
- François Mimault, Le Vœu de Louis XIII, 1639, iglesia de San Pedro de La Penne (Alpes-Maritimes).
- Anónimo, según un original de Juste d'Egmont, L’Adoration et offrande de la France au Dauphin des Cieux, 1640.
- Charles André van Loo, Le Vœu de Louis XIII, 1746, Paris, inicialmente para la iglesia de los Petits Augustins, actualmente en la basílica de Nuestra Señora de las Victorias (París).[V 1]
- Jean-Dominique Ingres, Le Vœu de Louis XIII (1824), catedral de Nuestra Señora de la Asunción (Montauban). Encargado en 1820 y presentado al Salon de Paris de 1824, esta obra tuvo un gran éxito.[V 1] Ha sido restaurado entre 2013 y 2017.[13]
- Una copia de la obra de Ingres de 1826 descubierta en Lons-le-Saunier en 2015. Esta obra, que estuvo en la iglesia de Saint-Désirée de Lons-le-Saunier hasta 1931, podría ser de mano del propio maestro o de alguno de sus discípulos.[14]
- Autor desconocido, pintura sobre tabla en la capilla de San José de la iglesia de Saint-Pierre de Voiron, datada en 1821.

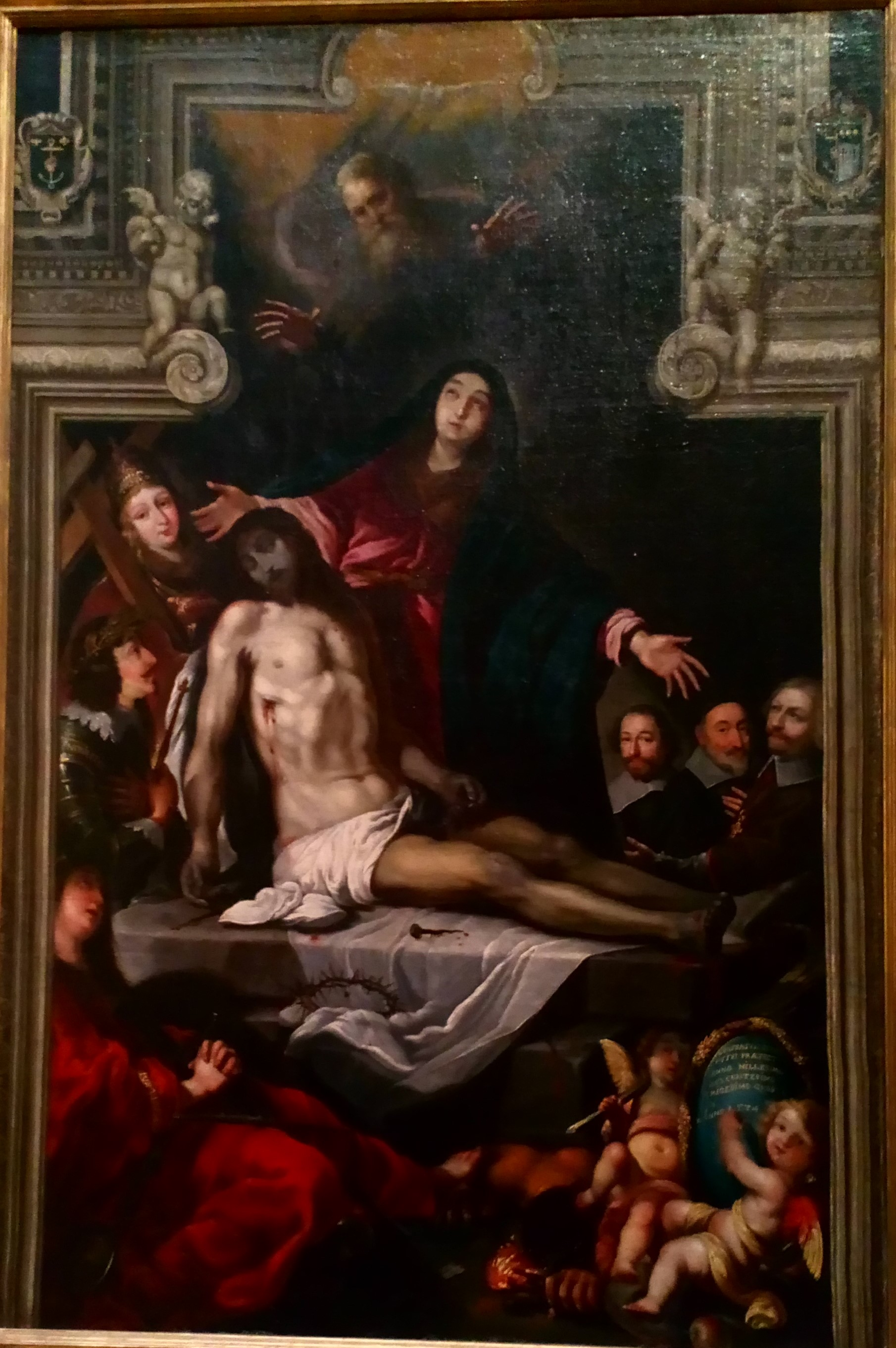
Claude Vignon, Déploration du Christ entre Louis XIII et Anne d'Autriche, En Jésus et Marie notre amour est uni (1634), Amiens, musée de Picardie.
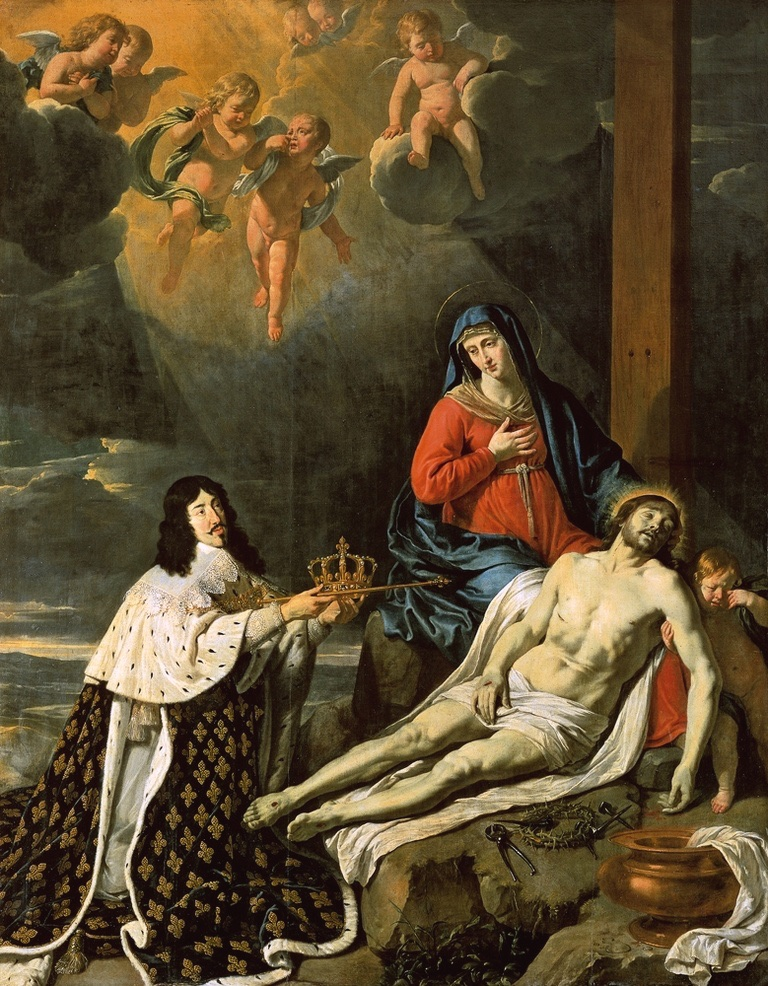
Le Vœu de Louis XIII, por Philippe de Champaigne (1638), Caen, musée des Beaux-Arts.
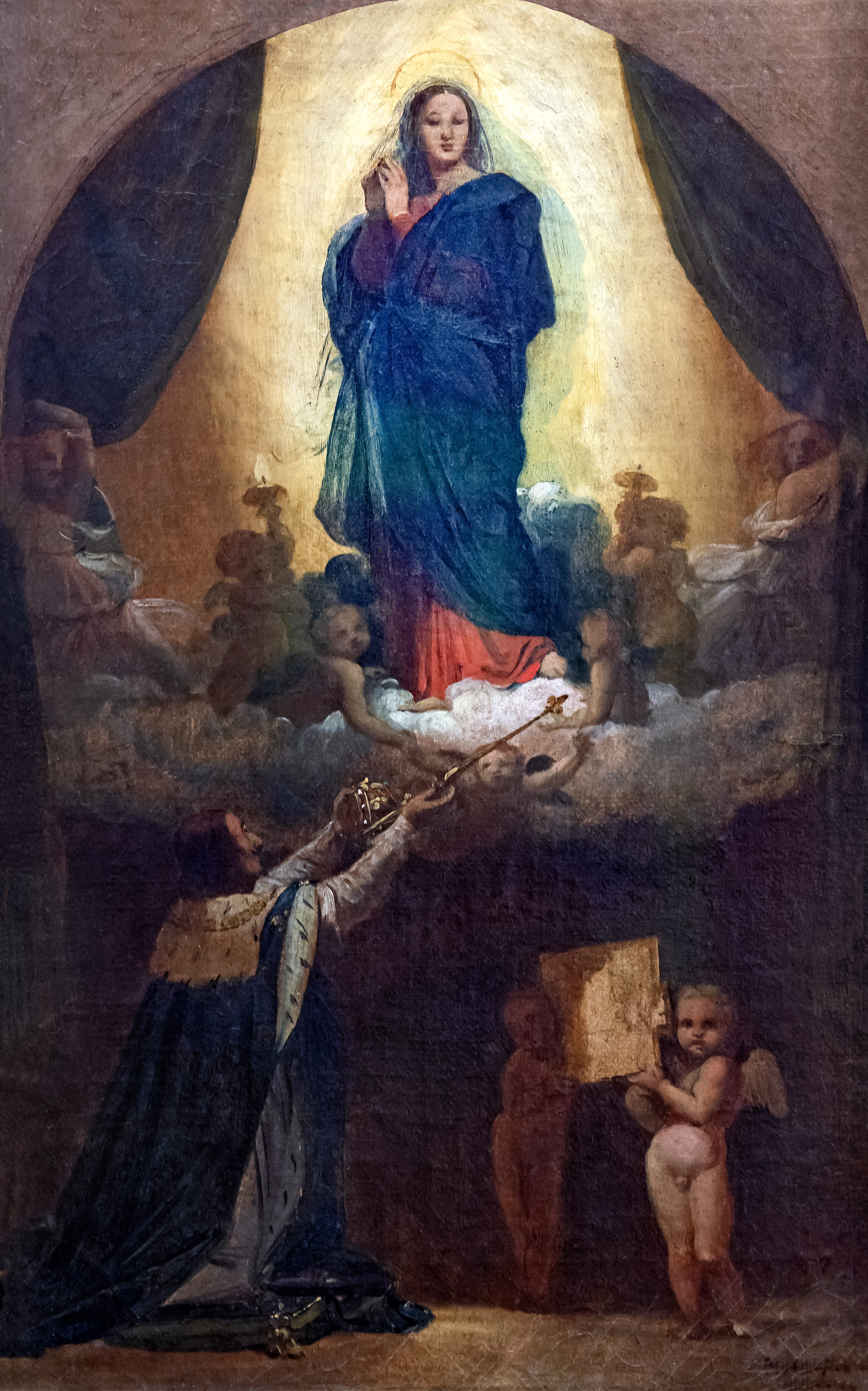
Primera versión de Le Vœu de Louis XIII, por Ingres (1821), musée Ingres-Bourdelle de Montauban.
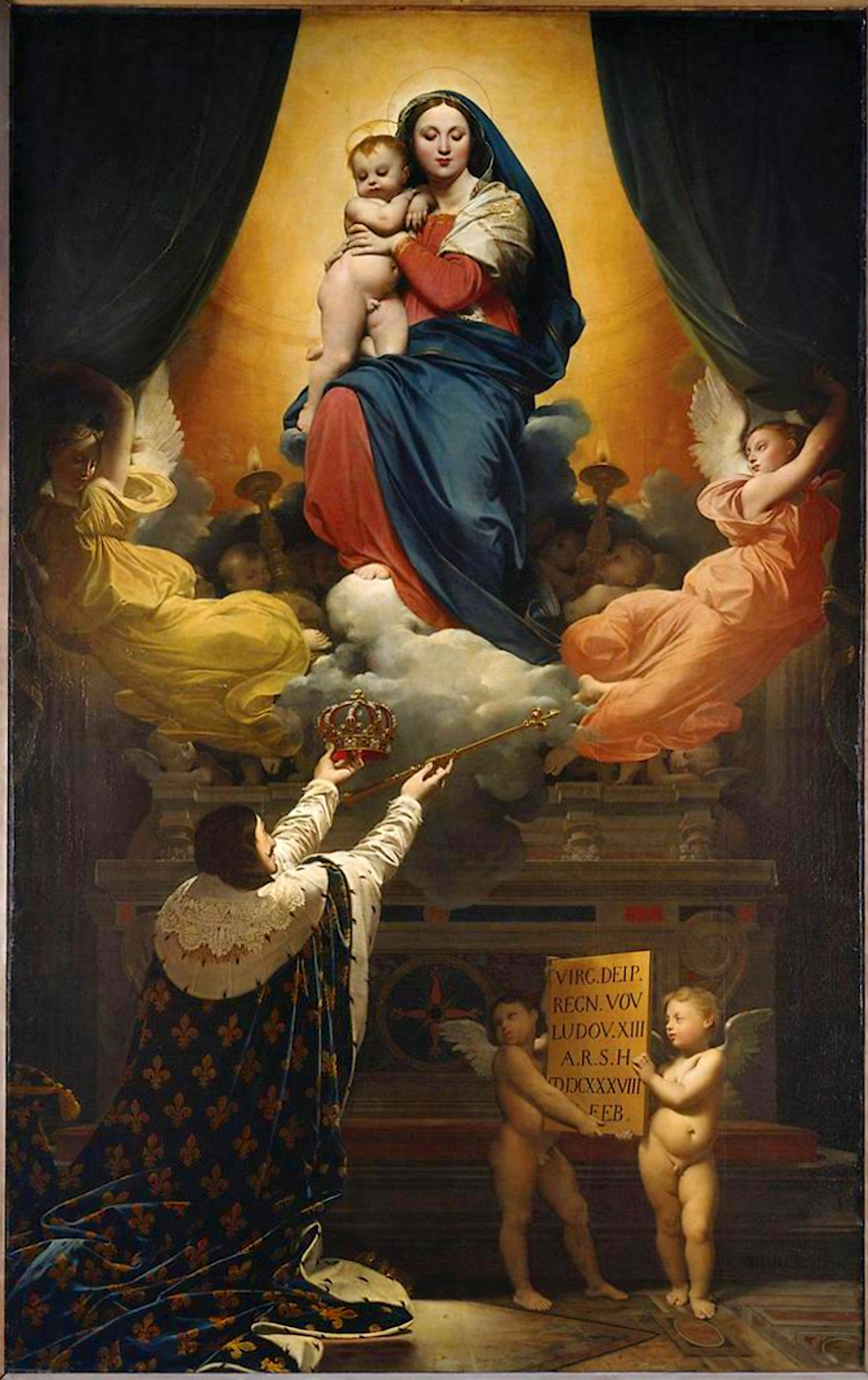
Le Vœu de Louis XIII, por Ingres (1824), catedral de Montauban.